# Neil Dougall
Cornelius ("Neil") Dougall (Falkirk, 7 november 1921 – Plymouth, 1 december 2009) was een Schots voetballer.
Dougall speelde "inside forward" en "wing half" en begon met voetballen bij Burnley FC. Na de Tweede Wereldoorlog ging hij spelen bij Birmingham City FC en kwam toen ook eenmaal uit voor het Schots voetbalelftal. In 1949 ging hij over naar Plymouth Argyle FC, waar hij tot 1959 speelde en later ook trainer werd.
Dougall leed aan de ziekte van Alzheimer en stierf in december 2009.